# SSG Landers
SSG Landers (koreanisch SSG 랜더스) ist ein professioneller südkoreanischer Baseballverein aus Incheon und spielt in der KBO-League, der höchsten Baseball-Liga Südkoreas. Das 2000 gegründete Franchise konnte bisher viermal die Korean Series für sich entscheiden. Bis 2020 trat es unter dem Namen SK Wyverns an.

## Geschichte

### Gründung
Nachdem das Baseball-Franchise Ssangbangwool Raiders aus Jeollabuk-do aufgrund der Insvolvenz seines Besitzers 1999 aufgelöst wurde, vergab die KBO die freie Lizenz an das Unternehmen SK Telekom. Das neu gegründete Franchise SK Wyverns zog nach Incheon, wo gerade ein Platz frei geworden war, da die bisher dort ansässigen Hyundai Unicorns im gleichen Jahr nach Suwon umgezogen waren.

### 2000er Jahre
Nach den ersten Jahren auf den hinteren Plätzen der Tabelle, zogen die SK Wyverns 2003 in ihrem vierten Jahr zum ersten Mal in die Korean Series ein, mussten sich dort aber mit 3-4 geschlagen geben. 2007 konnten sie dann die Korean Series für sich entscheiden, indem sie die Doosan Bears mit 4-2 besiegten, obwohl die ersten beiden Spiele verloren gingen. Durch den Gewinn der Korean Series qualifizierten sich die SK Wyverns für die Asia Series, in der sie im Finale gegen die Chunichi Dragons aus Japans verloren. 2008 konnten sie ihren Titel in der Korean Series verteidigen, indem sie erneut die Doosan Bears im Finale besiegten. Pitcher Kim Kwang-hyun wurde in der siegreichen Saison zum MVP gewählt. In der anschließenden Asia Series verpassten die SK Wyverns den Einzug ins Finale. 2009 spielten sie wieder in der Korean Series, mussten sich aber den Kia Tigers mit 2-3 geschlagen geben.

### 2010er Jahre
Das neue Jahrzehnt begann sehr erfolgreich, denn der dritte Titel in der Korean Series konnte eingefahren werden. Die chancenlosen Samsung Lions waren nach nur vier Spielen mit 4-0 Siegen besiegt. 2011 und 2012 konnten sie sich aber revanchieren und besiegten die SK Wyverns jeweils im Finale der Korean Series. 2018 holten sie sich dann den vierten Titel, indem sie ihren Lieblingsfinalgegener Doosan Bears abermals mit 4-2 besiegen konnten, obwohl diese als haushoher Favorit ins Finale gegangen waren.

## Erfolge
2007, 2008, 2010 und 2018 konnten die SK Wyverns die Korean Series gewinnen.

## Retired Numbers
Wie im Baseballsport üblich, werden Trikotnummern von Spielern, die besondere Leistungen für die SK Wyverns erbracht haben, nicht mehr vergeben. Bisher ist dies einmal passiert.
| Nummer | Spieler        | Position | Bemerkung |
| ------ | -------------- | -------- | --- |
| 26     | Park Kyung-oan | Catcher  | Spielte von 2003 und 2013 für die SK Wyverns und gewann 2000 den KBO MVP Award. Er war ebenfalls Bronzemedaillengewinner der südkoreanischen Nationalmannschaft bei den Olympischen Spielen 2000. |

## Spielstätte

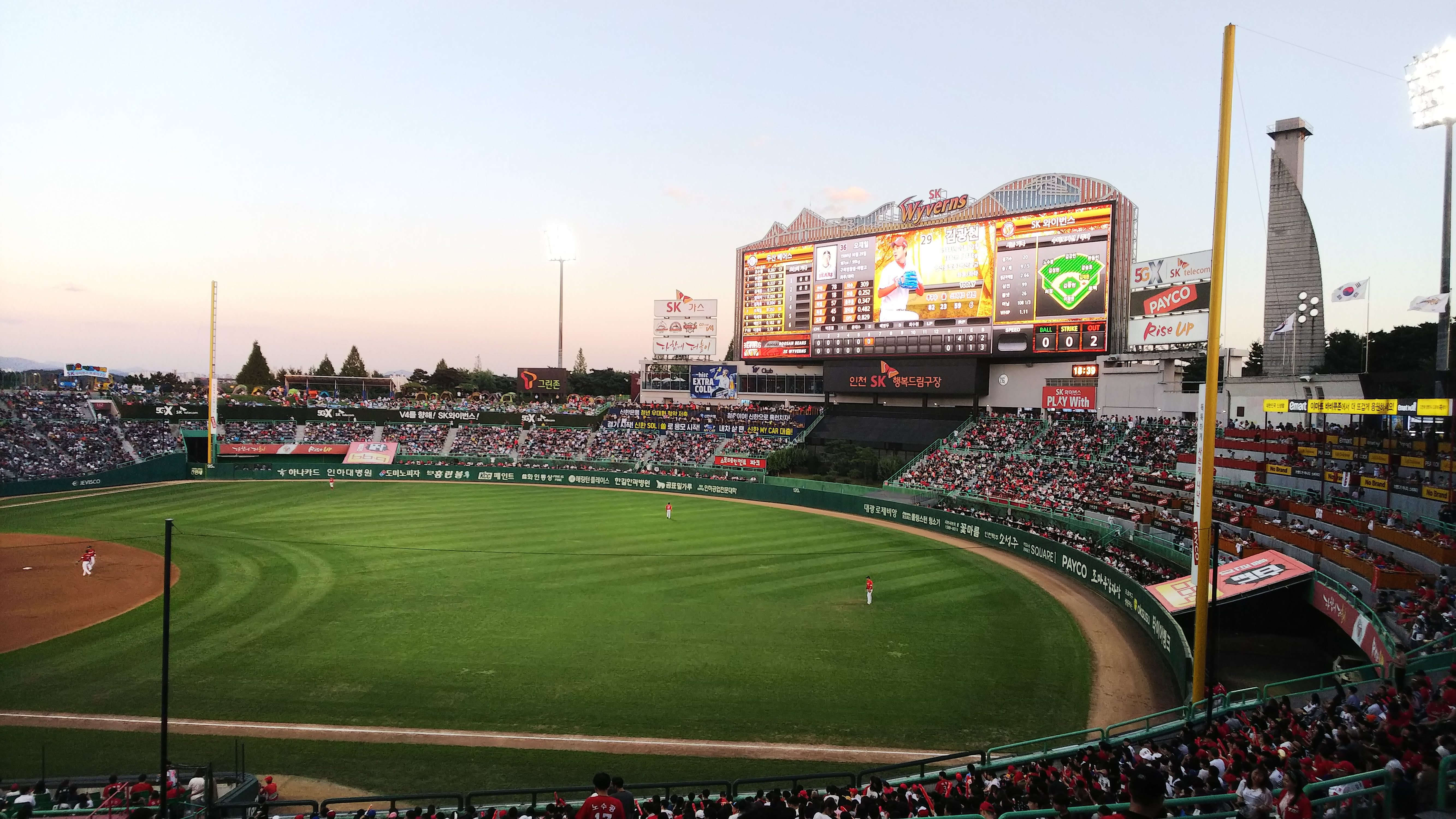
Incheon SK Happy Dream Park

Die ersten zwei Jahre nach ihrer Gründung spielten die SK Wyverns im 1934 erbauten Sungui Baseball Stadium. Das 12.000 Zuschauer fassende Stadion wurde 2008 abgerissen. Bereits 2002 erfolgte der Umzug ins neu eröffnete Munhak Baseball Stadium. Das auch unter dem Namen Incheon SK Happy Dream Park laufende Stadion hat ein Fassungsvermögen von 26.000 Zuschauern und mit dem Big Board die größte Anzeigetafel der Welt.

## Saisonergebnisse
| Saison          | Stadion                 | Liga            | Platz           | Reguläre Saison | Reguläre Saison | Reguläre Saison | Reguläre Saison | Reguläre Saison | Reguläre Saison | Reguläre Saison | Reguläre Saison | Reguläre Saison | Postseason | Awards               |
| Saison          | Stadion                 | Liga            | Platz           | Rang            | Spiele          | Siege           | Niederlagen     | Unentschieden   | Sieg %          | BA              | HR              | ERA             | Postseason | Awards               |
| --------------- | ----------------------- | --------------- | --------------- | --------------- | --------------- | --------------- | --------------- | --------------- | --------------- | --------------- | --------------- | --------------- | --- | -------------------- |
| 2000            | Sungui Baseball Stadium | Magic League    | 8/8             | 4/4             | 133             | 44              | 86              | 3               | .338            | .260            | 105             | 5.99            | nicht qualifiziert | Lee Seung-ho (ROTY)  |
| 2001            | Sungui Baseball Stadium | KBO             | 7/8             | 7/8             | 133             | 60              | 71              | 2               | .458            | .260            | 113             | 4.41            | nicht qualifiziert |                      |
| 2002            | Munhak Baseball Stadium | KBO             | 6/8             | 6/8             | 133             | 61              | 69              | 3               | .469            | .270            | 158             | 4.47            | nicht qualifiziert |                      |
| 2003            | Munhak Baseball Stadium | KBO             | 2/8             | 4/8             | 133             | 66              | 64              | 3               | .508            | .272            | 156             | 4.44            | Sieg Semi-playoff vs. Samsung Lions (2–0) Sieg Playoff vs. KIA Tigers (3–0) NL Korean Series vs. Hyundai Unicorns (3–4) |                      |
| 2004            | Munhak Baseball Stadium | KBO             | 5/8             | 5/8             | 133             | 61              | 64              | 8               | .488            | .272            | 138             | 4.40            | nicht qualifiziert |                      |
| 2005            | Munhak Baseball Stadium | KBO             | 3/8             | 3/8             | 126             | 70              | 50              | 6               | .583            | .269            | 122             | 3.41            | NL Semi-playoff vs. Hanwha Eagles (2–3)                                                                                 |                      |
| 2006            | Munhak Baseball Stadium | KBO             | 6/8             | 6/8             | 126             | 60              | 65              | 1               | .480            | .254            | 99              | 3.80            | nicht qualifiziert |                      |
| 2007            | Munhak Baseball Stadium | KBO             | 1/8             | 1/8             | 126             | 73              | 48              | 5               | .603            | .264            | 112             | 3.24            | Sieg Korean Series vs. Doosan Bears (4–2)                                                                               |                      |
| 2008            | Munhak Baseball Stadium | KBO             | 1/8             | 1/8             | 126             | 83              | 43              | 0               | .659            | .282            | 89              | 3.22            | Sieg Korean Series vs. Doosan Bears (4–1)                                                                               | Kim Kwang-hyun (MVP) |
| 2009            | Munhak Baseball Stadium | KBO             | 2/8             | 2/8             | 133             | 80              | 47              | 6               | .602            | .285            | 166             | 3.67            | Sieg Playoff vs. Doosan Bears (3–2) NL Korean Series vs. KIA Tigers (3–2)                                               |                      |
| 2010            | Munhak Baseball Stadium | KBO             | 1/8             | 1/8             | 133             | 84              | 47              | 2               | .641            | .274            | 120             | 3.71            | Sieg Korean Series vs. Samsung Lions (4–0)                                                                              |                      |
| 2011            | Munhak Baseball Stadium | KBO             | 2/8             | 3/8             | 133             | 71              | 59              | 3               | .546            | .263            | 100             | 3.35            | Sieg Semi-playoff vs. KIA Tigers (3–1) Sieg Playoff vs. Lotte Giants (3–2) NL Korean Series vs. Samsung Lions (1–4)     |                      |
| 2012            | Munhak Baseball Stadium | KBO             | 2/8             | 2/8             | 133             | 71              | 59              | 3               | .546            | .258            | 108             | 3.82            | Sieg Playoff vs. Lotte Giants (3–2) NL Korean Series vs. Samsung Lions (2–4)                                            |                      |
| 2013            | Munhak Baseball Stadium | KBO             | 6/9             | 6/9             | 128             | 62              | 63              | 3               | .496            | .265            | 124             | 4.16            | nicht qualifiziert |                      |
| 2014            | Munhak Baseball Stadium | KBO             | 5/9             | 5/9             | 128             | 61              | 65              | 2               | .484            | .291            | 115             | 5.51            | nicht qualifiziert |                      |
| 2015            | Munhak Baseball Stadium | KBO             | 5/10            | 5/10            | 144             | 69              | 73              | 2               | .486            | .272            | 145             | 4.71            | NL Wild Card vs. Nexen Heroes (0–1)                                                                                     |                      |
| 2016            | Munhak Baseball Stadium | KBO             | 6/10            | 6/10            | 144             | 69              | 75              | 0               | .479            | .291            | 182             | 4.87            | nicht qualifiziert |                      |
| 2017            | Munhak Baseball Stadium | KBO             | 5/10            | 5/10            | 144             | 75              | 68              | 1               | .524            | .271            | 234             | 5.02            | NL Wild Card vs. NC Dinos (0–1)                                                                                         |                      |
| 2018            | Munhak Baseball Stadium | KBO             | 1/10            | 2/10            | 144             | 78              | 65              | 1               | .545            | .281            | 233             | 4.67            | Sieg Playoff vs. Nexen Heroes (3–2) Sieg Korean Series vs. Doosan Bears (4–2)                                           |                      |
| 2019            | Munhak Baseball Stadium | KBO             | 3/10            | 2/10            | 144             | 88              | 55              | 1               | .615            | .262            | 117             | 3.50            | NL Playoff vs. Kiwoom Heroes (0–3)                                                                                      |                      |
| 2020            | Munhak Baseball Stadium | KBO             | 9/10            | 9/10            | 144             | 51              | 92              | 1               | .357            | .250            | 143             | 5.57            | nicht qualifiziert |                      |
| Gesamt          | Gesamt                  | Gesamt          | Gesamt          | Gesamt          | Spiele          | Siege           | Niederlagen     | Unentschieden   | Win %           | Win %           |                 |                 | |                      |
| Reguläre Saison | Reguläre Saison         | Reguläre Saison | Reguläre Saison | Reguläre Saison | 2677            | 1386            | 1236            | 55              | .528            | .528            |                 |                 | |                      |
| Postseason      | Postseason              | Postseason      | Postseason      | Postseason      | 83              | 47              | 36              | 0               | .566            | .566            |                 |                 | |                      |
| Total           | Total                   | Total           | Total           | Total           | 2760            | 1433            | 1272            | 55              | .529            | .529            |                 |                 | |                      |